# Soldier Field
Soldier Field (tidligere kendt under navnet Grant Park Stadium) er et stadion i Chicago i Illinois, USA, der er hjemmebane for NFL-klubben Chicago Bears. Stadionet har plads til 61.500 tilskuere, og er dermed det mindste stadion i NFL målt efter tilskuerkapacitet. Det blev indviet 9. oktober 1924, men har to gange siden, senest i 2003, gennemgået omfattende renoveringer der har givet stadionet dets nuværende udseende. 